# Afrobrunnichia erecta
Afrobrunnichia erecta (Asch.) Hutch. & Dalziel – gatunek rośliny z rodziny rdestowatych (Polygonaceae Juss.). Występuje naturalnie w Sierra Leone, Liberii, Wybrzeżu Kości Słoniowej, Ghanie, Nigerii, Kamerunie, Gabonie, Kongo oraz Demokratycznej Republice Konga. 

## Morfologia
PokrójWiecznie zielone i zdrewniałe liany dorastające do 30 m wysokości.
LiścieBlaszka liściowa ma kształt  eliptyczny. Mierzy 6–12 cm długości oraz 2–5 cm szerokości. Nasada jest klinowata, wierzchołek zaostrzony. Ogonek liściowy jest nagi o długości 5–31 mm. Gatka jest jednoroczna.
KwiatyZebrane w pochyłe grona, rozwijające się w kątach pędów lub na ich szczytach. Okwiat ma rurkowaty kształt i różową barwę, mierzy do 25–30 mm długości.
OwoceTrójboczne niełupki osiągające 10 mm długości.

## Biologia i ekologia
Rośnie na skrajach bagnistych lub okresowo zalewanych lasów, rzadziej  spotykany w lasach galeriowych.